# Cerizay
Pour l’article ayant un titre homophone, voir Cerisay.
Cet article possède un paronyme, voir Cerisaie.
Cerizay est une commune du Centre-Ouest de la France située dans le département des Deux-Sèvres, en région Nouvelle-Aquitaine.
Ses habitants s'appellent les Cerizéens et Cerizéennes.

## Géographie
La ville de Cerizay située dans le nord-ouest des Deux-Sèvres, à 15 km de Bressuire comme de Pouzauges en Vendée et à 37 km de Cholet, s’étend sur les rives vertes d’un petit ruisseau qui, coulant est-ouest, se jette à quelques kilomètres dans la Sèvre Nantaise.

### Voies de communication et transports
Cerizay possède une halte, cependant mal desservie, ne possédant qu'un seul aller-retour TER Pays de la Loire Tours - La Roche-sur-Yon. L'aller-retour se croisant à Thouars, aucune possibilité de retour n'est possible en train, et même en car SNCF. L'été, l'aller-retour est remplacé par un aller-retour Saumur - Sables-d'Olonne, avec des horaires plus confortable, permettant de passer la journée à la mer.
Cerizay est aussi desservie en autocars par le réseau Tréma (lignes 5, 102, 114, 115 et 116) et par la ligne 15 de la région.

### Climat
Pour des articles plus généraux, voir Climat de la Nouvelle-Aquitaine et Climat des Deux-Sèvres.
Historiquement, la commune est exposée à un climat océanique du nord-ouest.
En 2020, Météo-France publie une typologie des climats de la France métropolitaine dans laquelle la commune est exposée à un climat océanique et est dans la région climatique « Bretagne orientale et méridionale, Pays nantais, Vendée » et « Moyenne vallée de la Loire »0.
Pour la période 1971-2000, la température annuelle moyenne est de 11,3 °C, avec une amplitude thermique annuelle de 14,4 °C. Le cumul annuel moyen de précipitations est de 924 mm, avec 13 jours de précipitations en janvier et 7,2 jours en juillet. Pour la période 1991-2020, la température moyenne annuelle observée sur la station météorologique la plus proche, située sur la commune de Bressuire à 14 km à vol d'oiseau, est de 12,0 °C et le cumul annuel moyen de précipitations est de 852,2 mm,. Pour l'avenir, les paramètres climatiques de la commune estimés pour 2050 selon différents scénarios d’émission de gaz à effet de serre sont consultables sur un site dédié publié par Météo-France en novembre 2022.

## Urbanisme

### Typologie
Au 1er janvier 2024, Cerizay est catégorisée bourg rural, selon la nouvelle grille communale de densité à sept niveaux définie par l'Insee en 2022.
Elle appartient à l'unité urbaine de Cerizay, une agglomération intra-départementale regroupant deux  communes, dont elle est ville-centre,,. Par ailleurs la commune fait partie de l'aire d'attraction de Cerizay, dont elle est la commune-centre,. Cette aire, qui regroupe 1 communes, est catégorisée dans les aires de moins de 50 000 habitants,.

### Occupation des sols
L'occupation des sols de la commune, telle qu'elle ressort de la base de données européenne d’occupation biophysique des sols Corine Land Cover (CLC), est marquée par l'importance des territoires agricoles (78,5 % en 2018), en diminution par rapport à 1990 (85,9 %). La répartition détaillée en 2018 est la suivante : 
zones agricoles hétérogènes (33,7 %), terres arables (24,5 %), prairies (20,4 %), zones urbanisées (15 %), zones industrielles ou commerciales et réseaux de communication (6,5 %). L'évolution de l’occupation des sols de la commune et de ses infrastructures peut être observée sur les différentes représentations cartographiques du territoire : la carte de Cassini (XVIIIe siècle), la carte d'état-major (1820-1866) et les cartes ou photos aériennes de l'IGN pour la période actuelle (1950 à aujourd'hui).

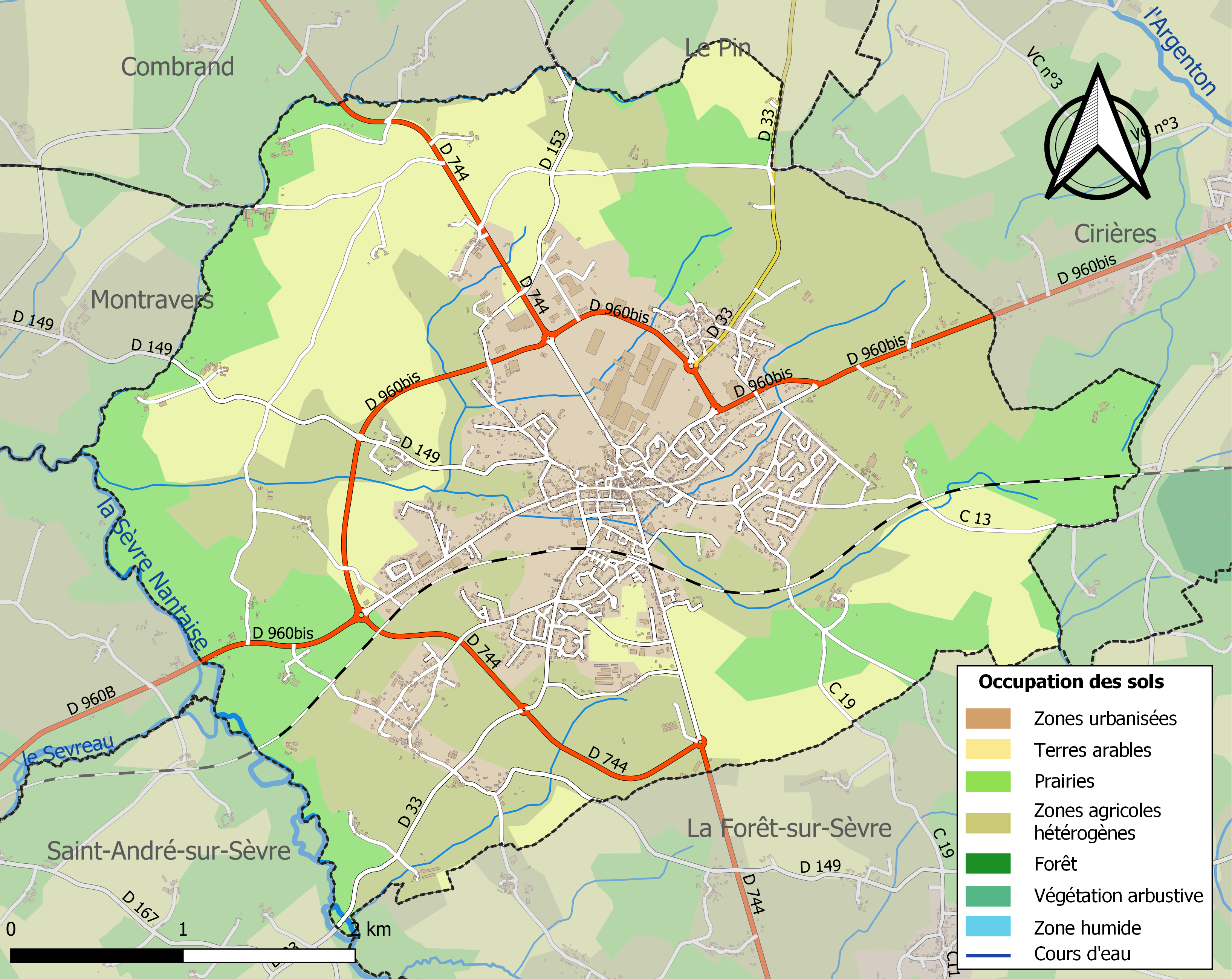
Carte des infrastructures et de l'occupation des sols de la commune en 2018 (CLC).

### Risques majeurs
Le territoire de la commune de Cerizay est vulnérable à différents aléas naturels : météorologiques (tempête, orage, neige, grand froid, canicule ou sécheresse), inondations, mouvements de terrains et séisme (sismicité modérée). Il est également exposé à un risque technologique, le transport de matières dangereuses, et à un risque particulier : le risque de radon. Un site publié par le BRGM permet d'évaluer simplement et rapidement les risques d'un bien localisé soit par son adresse soit par le numéro de sa parcelle.

#### Risques naturels
Certaines parties du territoire communal sont susceptibles d’être affectées par le risque d’inondation par débordement de cours d'eau, notamment la Sèvre Nantaise et le ruisseau du Sevreau. La commune a été reconnue en état de catastrophe naturelle au titre des dommages causés par les inondations et coulées de boue survenues en 1982, 1983, 1995, 1999, 2000, 2010 et 2018,.

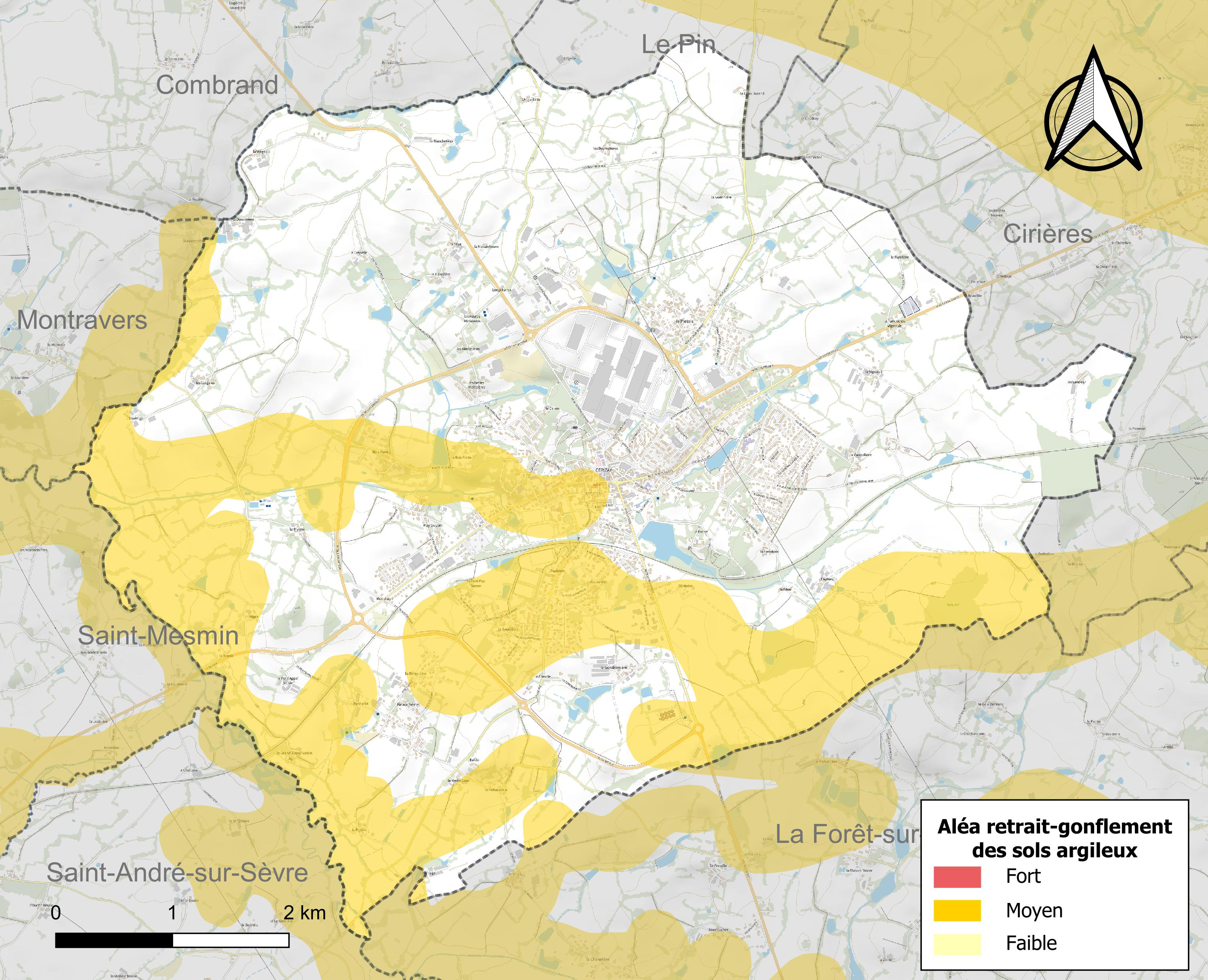
Carte des zones d'aléa retrait-gonflement des sols argileux de Cerizay.

Les mouvements de terrains susceptibles de se produire sur la commune sont des mouvements de terrains, notamment des tassements différentiels. Le retrait-gonflement des sols argileux est susceptible d'engendrer des dommages importants aux bâtiments en cas d’alternance de périodes de sécheresse et de pluie. 31 % de la superficie communale est en aléa moyen ou fort (54,9 % au niveau départemental et 48,5 % au niveau national). Depuis le 1er octobre 2020, en application de la loi ELAN, différentes contraintes s'imposent aux vendeurs, maîtres d'ouvrages ou constructeurs de biens situés dans une zone classée en aléa moyen ou fort,.
La commune a été reconnue en état de catastrophe naturelle au titre des dommages causés par des mouvements de terrain en 1999 et 2010.

#### Risque particulier
Dans plusieurs parties du territoire national, le radon, accumulé dans certains logements ou autres locaux, peut constituer une source significative d’exposition de la population aux rayonnements ionisants. Selon la classification de 2018, la commune de Cerizay est classée en zone 3, à savoir zone à potentiel radon significatif.

## Histoire
L’origine du nom serait gallo-romaine. Le centre de la ville était, au Moyen Âge, situé au pied du château féodal. Les deux dernières tours de ce château ainsi que son ancienne chapelle romane du XIIe siècle sont démolies lors de la construction, en 1890, de l’église actuelle.
La litre ou ceinture d'armoiries du chœur de la chapelle présentait les blasons des seigneurs du XVIIe siècle, dont celui du maréchal Urbain de Maillé (1597-1650), marquis de Brézé, baron de Trèves et sgr. de Milly. On s’aperçut lors de la construction de la nouvelle église de l’existence d’un cimetière mérovingien près de la chapelle, des sarcophages en pierre coquillière ayant été mis au jour.
Cerizay appartenait aux Maingot de Surgères. Par exemple, Jehanne Maingot de Surgères, fille de « très noble sire Jacques de Surgères, seigneur de Cerizay », qui épousa en 1493 Gaston 1er de Montferrand, seigneur de Langoiran (leur petit-fils Charles Ier de Montferrand fut père de Charles II Gaston et Guy de Montferrand), était la fille de Jacques de Surgères, seigneur de la Houlière, Cérizay et Saint-Paul, et de dame Renée/Marie de Maillé, fille d'Hardouin VIII de Maillé et de Pernelle d'Amboise (fille d'Ingelger II et petite-fille d'Ingelger Ier).
Cerizay passa à la branche des Surgères de La Flocellière, puis par mariage en 1516 aux Hamon de La Flocellière. En 1567, l'héritière Robinette Hamon, fille de Jean Hamon, se maria avec Claude de Maillé-Brézé, faisant passer la Flocellière et Cerizay dans cette puissante famille, : ils sont les parents de Charles de Maillé, et les grands-parents du maréchal Urbain rencontré plus haut, beau-père du Grand Condé et ancêtre de Louis-Philippe. Mais en fait, Cerizay était passé à Jacques de Maillé-Brézé († 1641), marquis de la Flocellière, frère cadet de Charles et oncle paternel du maréchal. Jacques mourut sans postérité de sa femme Julienne d'Angennes de Poigny († 1614), et transmit la Flocellière et Cerizay à la famille de cette dernière, dont la sœur Françoise d'Angennes († 1635) avait épousé en 1604 Urbain de Morais († 1635), sgr. de Fontaine-Henry et de Brézolles. Leur fils Paul-Philippe de Morais († 1669) devint marquis de Cerizay et de la Flocellière en juin 1645.
A la veille de la Révolution, le seigneur de Cerizay était Henry Armand Célestin de la Fontenelle, Seigneur de Vaudoré, Saint Jouin de Milly, Puy-Mary, Puy-Papin, Cerizay et la Frelandière, Mousquetaire de la garde ordinaire du roi, capitaine de cavalerie, né à St Jouin de Milly le 03/04/1748 et mort le 16/06/1795 à Jersey (GB). Devenu seigneur de Cerizay par son mariage le 06/02/1776 avec sa cousine germaine Bénigne Antoinette Marguerite de Morais qui tenait ce fief de son père Alexandre Henri René de Morais de Cerizay. C’était le père de l’historien Armand Désiré De La Fontenelle De Vaudoré (St Jouin de Milly 1784-Poitiers 1847).
Le 25 août 1944, une colonne allemande revenant de la côte, bombarde en représailles et met le feu à la ville, maison par maison, faisant cinq victimes parmi la population et détruisant 172 maisons.

## Héraldique
| Blason | Blasonnement : D’azur au chêne d’or mouvant de la pointe, chargé d’un écusson de gueules fretté de vair de six pièces, au comble bastillé aussi d’or chargé de cinq flammes aussi de gueules issant de cinq créneaux. |

## Politique et administration

### Liste des maires
| Période                                  | Période                  | Identité                                  | Étiquette    | Qualité |
| ---------------------------------------- | ------------------------ | ----------------------------------------- | ------------ | --- |
| 1793                                     | 1794                     | Hyacinthe Perrineau                       | Républicain  | Chirurgien, NB : les dates de début et de fin de mandat données sont des dates connues certifiées par des documents signés de son nom en tant que maire. Les dates réelles de début et de fin de mandat sont incertaines voire inconnues.                                       |
| 1797                                     |                          | Jean Charles Élie Bernard                 |              | Propriétaire |
| 1798                                     |                          | Ogier                                     |              | |
| 1802                                     |                          | Rousseau                                  |              | |
| 1803                                     | 1809                     | Jean Charles Élie Bernard                 |              | Propriétaire |
| 1809                                     | 1815                     | Pierre René Brémand                       |              | Militaire, percepteur, propriétaire (1er mandat) |
| 26 août 1815                             | 1816                     | Pierre Joseph Guerry                      |              | Propriétaire (château de La Roche), Nommé par arrêté préfectoral |
| 1816                                     |                          | Jean René Vindac                          |              | Propriétaire |
| 19 novembre 1832                         |                          | Pierre René Brémand                       |              | Militaire, percepteur, propriétaire (Second mandat) |
| novembre 1846                            | août 1848                | Jean Victor Michot                        |              | |
| août 1848                                | décembre 1852            | Ernest Armand De La Fontenelle de Vaudoré |              | propriétaire |
| décembre 1852                            | juin 1855                | Pierre François Coulon                    |              | |
| juillet 1855                             | 1861                     | Edmond Louis Barthélémy Cesbron           |              | |
| 1861                                     | 1870                     | Marie Guillaume Charles Le Roux           | Bonapartiste | Artiste Peintre Député des Deux-Sèvres (1860 → 1870) Conseiller général des Deux-Sèvres (1859 → 1871) |
| 1870                                     | 4 avril 1882 (démission) | Jules-Henri Leschallier de Lisle          | Droite       | Propriétaire (château de La Roche) Conseiller général du canton de Cerizay (1871 → 1907) |
| 24 avril 1882                            | 1882 (démission)         | Georges Albertille Mancel                 |              | Boulanger. NB : signe le registre des mariages en tant que maire le 24/04/1882 (registre mariages 1882 page 96/156). |
| 30 avril 1882                            | 25 mai 1882 (démission)  | Élie Baudry                               |              | Vétérinaire. NB : signe le registre des naissances en tant que maire le 04/05/1882 (registre naissances 1882 page 170/181). |
| 11 juin 1882                             | 1907 (décès)             | Jules-Henri Leschallier de Lisle          | Droite       | Propriétaire (château de La Roche), réélu après sa démission du 4 avril précédent Conseiller général du canton de Cerizay (1871 → 1907) |
| 17 février 1907                          | avril 1942 (décès)       | Alfred Leschallier de Lisle               |              | Propriétaire (château de La Roche), fils du maire précédent, Conseiller général du canton de Cerizay (1907 → 1937) |
| 10 mai 1942                              |                          | Louis Heuliez                             |              | industriel carrossier |
| 1945                                     | mars 1959                | Henri Leschallier de Lisle                | RPF          | Propriétaire (château de La Roche, fils d'Alfred De Lisle maire de 1907 à 1942) |
| mars 1959                                | mars 1971                | Eugène Gateau                             |              | Industriel, chevalier de la Légion d'Honneur Maire de Coëx de 1983 à 1995 |
| mars 1971                                | 1976                     | Jean Giraud                               |              | Cadre dans l'industrie (Ets. Heuliez) |
| 1976                                     | mars 1977                | Marcel Jeanneau                           |              | Gendarme en retraite |
| mars 1977                                | mars 1983                | Yvon Gauguin                              |              | Docteur en médecine |
| mars 1983                                | mars 2008                | Jean Grellier                             | PS           | Retraité Député de la 4e circonscription des Deux-Sèvres (2007 → 2012) Conseiller régional de Poitou-Charentes (1986 → 1998 puis 2004 → 2007) Vice-président du conseil régional de Poitou-Charentes (2004 → 2007) 1er vice-président de la CC Delta-Sèvre-Argent (1993 → 2008) |
| mars 2008                                | En cours                 | Johnny Brosseau                           | PS           | Directeur de la PAIO de la Maison de l'Emploi de Bressuire Conseiller général du canton de Cerizay (2004 → 2015) Vice-président du conseil général des Deux-Sèvres (2008 → 2015) 3e vice-président de la CA du Bocage Bressuirais (2014 → ) Réélu pour le mandat 2020-2026      |
| Les données manquantes sont à compléter. |                          |                                           |              | |

### Politique environnementale
Dans son palmarès 2024, le Conseil national de villes et villages fleuris de France a attribué trois fleurs à la commune.

## Démographie
L'évolution du nombre d'habitants est connue à travers les recensements de la population effectués dans la commune depuis 1793. Pour les communes de moins de 10 000 habitants, une enquête de recensement portant sur toute la population est réalisée tous les cinq ans, les populations de référence des années intermédiaires étant quant à elles estimées par interpolation ou extrapolation. Pour la commune, le premier recensement exhaustif entrant dans le cadre du nouveau dispositif a été réalisé en 2007.

En 2022, la commune comptait 4 795 habitants, en évolution de +0,4 % par rapport à 2016 (Deux-Sèvres : +0,18 %, France hors Mayotte : +2,11 %).
| 1793  | 1800 | 1806 | 1821  | 1831  | 1836  | 1841  | 1846  | 1851  |
| ----- | ---- | ---- | ----- | ----- | ----- | ----- | ----- | ----- |
| 1 600 | 928  | 899  | 1 063 | 1 009 | 1 145 | 1 230 | 1 316 | 1 430 |

| 1856  | 1861  | 1866  | 1872  | 1876  | 1881  | 1886  | 1891  | 1896  |
| ----- | ----- | ----- | ----- | ----- | ----- | ----- | ----- | ----- |
| 1 374 | 1 457 | 1 541 | 1 800 | 1 817 | 1 863 | 1 972 | 2 020 | 2 011 |

| 1901  | 1906  | 1911  | 1921  | 1926  | 1931  | 1936  | 1946  | 1954  |
| ----- | ----- | ----- | ----- | ----- | ----- | ----- | ----- | ----- |
| 1 949 | 1 921 | 1 940 | 1 816 | 1 922 | 1 950 | 1 972 | 1 991 | 2 100 |

| 1962  | 1968  | 1975  | 1982  | 1990  | 1999  | 2006  | 2007  | 2012  |
| ----- | ----- | ----- | ----- | ----- | ----- | ----- | ----- | ----- |
| 2 855 | 3 582 | 4 687 | 4 881 | 4 787 | 4 589 | 4 591 | 4 591 | 4 734 |

| 2017  | 2022  | - | - | - | - | - | - | - |
| ----- | ----- | - | - | - | - | - | - | - |
| 4 768 | 4 795 | - | - | - | - | - | - | - |

## Lieux et monuments
- L'abbaye Notre-Dame de Beauchêne, dans laquelle le président de la République française peut prétendre à une stalle au titre de « premier et unique chanoine d'honneur » de l'archibasilique Saint-Jean-de-Latran. Au mois d'août, se joue le spectacle Beauchêne : Un mystérieux héritage par 300 bénévoles dont 150 acteurs, la plupart résidant à Cerizay.
- L'église Saint-Pierre de Cerizay, érigée de 1892 à 1896 (gros œuvre) et consacrée en 1930. De style néogothique, ce grand vaisseau de pierre se base sur un plan en croix latine. Les trois tympans de la façade sont ornés de céramiques réalisées en 1966. Elle est inscrite à l'Inventaire général du patrimoine culturel[32].
- La poste, un bâtiment dû à l'architecte Jean-François Milou. La poste a édité un timbre EUROPA n°YT 2643 (lien dans références).

## Économie
Le site Technypôle (ex-Heuliez) est situé à Cerizay. C'est là qu'était assemblée la MIA, véhicule électrique commercialisé par MIA Electric. Cette société a fait faillite en 2014. Il y reste la production de la Nosmoke, qui est un véhicule de plage.

## Sports
Le football reste un sport important dans la commune depuis la fin du XIXe siècle. Le Cercle olympique de Cerizay fut en 1977 au palmarès du championnat de division d'honneur de la ligue du Centre-Ouest.

## Personnalités liées à la commune
- Philippe Duplessis-Mornay, théologien réformé, écrivain et homme d'État français.[pourquoi ?]
- Raoul Giraudo, (1932-1995), footballeur français y est mort.
- Jean Grellier, (1947-), député et ancien maire de la ville.

## Jumelages
- Chipping Ongar (Angleterre) depuis 1984[34].
- Montemor-o-Velho (Portugal) depuis 1988.